# Jolie nana
Jolia nana is een nummer van de Malinees-Franse zangeres Aya Nakamura uit 2020. Het is de eerste single van hun derde studioalbum Aya.
"Jolia nana" werd een grote hit in Franstalig Europa. De plaat bereikte de nummer 1-positie in Frankrijk en werd daar tevens goud. Het succes waaide ook over naar het Nederlandse taalgebied. Hoewel in de Nederlandse Top 40 een bescheiden 22e positie werd gehaald, was het nummer in de Vlaamse Ultratop 50 juist wel weer heel succesvol met een 8e positie.